# 张梦庚故居
张梦庚故居，位于山东省聊城市冠县南街路西，是中华人民共和国山东省文物保护单位之一。
2006年12月7日，授予山东省文物保护单位，是一座近现代重要史迹及代表性建筑。